# No Surprises
 (juillet 2012).
Si vous disposez d'ouvrages ou d'articles de référence ou si vous connaissez des sites web de qualité traitant du thème abordé ici, merci de compléter l'article en donnant les références utiles à sa vérifiabilité et en les liant à la section « Notes et références ».
Singles de Radiohead
Karma Police
(1997) Pyramid Song
(2001)
Pistes de OK Computer
Climbing Up the Walls Lucky
No Surprises est le troisième single extrait de l'album OK Computer du groupe britannique Radiohead, paru en 1997. Cette chanson est reconnaissable grâce à son doux riff de guitare électrique joué par Ed O'Brien et à l'usage du glockenspiel de la part de Jonny Greenwood. L'atmosphère tranquille et mélodieuse du morceau contraste avec les paroles tristes et résignées de Thom Yorke. Celles-ci traitent de la complexité de la vie moderne et d'un désir d'accéder à une vie plus simple et tranquille.

## Clip vidéo
Le clip de No Surprises (réalisé par Grant Gee) montre un plan fixe du chanteur du groupe, Thom Yorke, dont la tête est enfermée dans un bocal en plastique qui se remplit petit à petit d'eau jusqu'à immersion totale. Le chanteur passe 57 secondes la tête sous l'eau jusqu'à ce que le bocal se vide et qu'il se remette à chanter, arborant un léger sourire ironique. Ce scénario semble illustrer les paroles du narrateur de la chanson, qui croule petit à petit sous le poids d'une vie épuisante. Enfin, le moment où le bocal se vide et où Thom Yorke se remet à chanter paraît illustrer la vie plus tranquille et plus heureuse décrite dans le dernier couplet. Cette interprétation accrédite la thèse du suicide de la part du narrateur, ce dont s'est toujours défendu Thom Yorke.
Dans le documentaire Meeting People Is Easy, également réalisé par Grant Gee, on peut voir des images du tournage de ce clip, réalisé en accélérant la piste sonore afin que Thom Yorke passe moins de temps la tête immergée dans l'eau.

## Reprises
- Ce morceau a été repris par Jacques Stotzem dans son album Catch the Spirit.
- En 2010, Il est également repris dans l'album Follow the White Rabbit du Yaron Herman Trio.
- Le groupe K's Choice l'a également repris dans son album Little Echoes en 2011.

## Utilisations dans les médias
La chanson est présente dans la bande originale du film franco-espagnol L'Auberge espagnole de Cédric Klapisch, sorti en 2002. Elle est aussi utilisée dans le double épisode inaugural de la saison 6 de Dr House : Toucher le fond et refaire surface (Broken en version originale). On peut également l'entendre dans le film Ils se marièrent et eurent beaucoup d'enfants (2004) d'Yvan Attal.